# Lomas de San Juan, delstaten Mexiko
Lomas de San Juan är en ort i Mexiko, tillhörande kommunen Capulhuac i delstaten Mexiko, i den centrala delen av landet. Orten hade 917 invånare vid folkräkningen 2010.